# Montse Peidro
María Montserrat Peidro Rodiles (Sevilla, 6 de juny de 1974) és una actriu, ballarina, coreògrafa i gimnasta espanyola.

## Biografia
Va néixer en Sevilla (Andalusia), encara que va créixer en Màlaga (Andalusia). Actualment resideix en Madrid.
Es va formar com a actriu en la Escola Superior d'Art Dramàtic de Màlaga i té una àmplia trajectòria en teatre, ha treballat amb directors com José Carlos Plaza, amb qui va ser nominada a millor actriu de repartiment als XXVIII Premis de la Unión de Actores en la categoria de teatre per “Auto de los inocentes”. En el campo audiovisual En el camp audiovisual també té una dilatada experiència, havent participat en diverses sèries de televisió a Espanya.

## Teatre
- Divinas Palabras,[4] dirección de José Carlos Plaza (2020). Centro Dramático Nacional.[5]
- La Isla del Aire,[6] dirección de Jorge Torres (2019).
- Prometeo,[7] dirección de José Carlos Plaza (2019). Festival Internacional de Teatro Clásico de Mérida.[8]
- Auto de los Inocentes,[9] dirección de José Carlos Plaza (2018). Compañía Nacional de Teatro Clásico.[10]
- La Orestiada,[11] dirección de José Carlos Plaza (2017). Festival Internacional de Teatro Clásico de Mérida.
- La Noche de las Tríbadas,[12] dirección de José Carlos Plaza (2015).

## Televisió
- Amar es para siempre (2022)
- Servir y Proteger[13] (2020)
- HIT[14] (2020)
- El Ministerio del Tiempo[15] (2020)
- Acacias 38[16] (2020)
- El Nudo[17] (2019)
- Hospital Valle Norte[18] (2019)
- Centro médico[19] (2019)
- La Catedral del Mar[20] (2018)
- La Casa de Papel[cal citació] (2017)